# Wildflower (film 1914 Buckland)
Wildflower è un cortometraggio muto del 1914 diretto da Warwick Buckland.

## Trama
Un'orfana viene adottata dagli zingari. In seguito, la ragazza avvertirà un uomo ricco per impedire che venga rapinato.

## Produzione
Il film fu prodotto dalla Hepworth.

## Distribuzione
Distribuito dalla Hepworth, il film - un cortometraggio di una bobina - uscì nelle sale cinematografiche britanniche nel novembre 1914.
Si conoscono pochi dati del film che, prodotto dalla Hepworth, fu distrutto nel 1924 dallo stesso produttore, Cecil M. Hepworth. Fallito, in gravissime difficoltà finanziarie, il produttore pensò in questo modo di poter almeno recuperare il nitrato d'argento della pellicola.